# Raiffeisenbank Schaafheim
Die Raiffeisenbank Schaafheim eG ist eine Genossenschaftsbank mit Sitz in der hessischen Gemeinde Schaafheim im Landkreis Darmstadt-Dieburg.

## Geschichte
Die heutige Raiffeisenbank Schaafheim eG wurde am 2. Januar 1891 gegründet und entstand 1974 als Raiffeisenbank Schaafheim-Mosbach eG durch die Fusion der Genossenschaftskasse eGmbH Schaafheim mit der Spar- und Darlehnskasse Mosbach eGmbH sowie der Spar- und Darlehnskasse Radheim eGmbH, die alle ihren Sitz im heutigen Schaafheim hatten. Zuvor fusioniert im Jahr 1967 die Spar- und Darlehnskasse Schaafheim eGmbH mit der Spar- und Darlehnskasse Schlierbach eGmbH (ebenfalls mit Sitz im heutigen Schaafheim).

## Rechtsverhältnisse
Die Raiffeisenbank Schaafheim eG ist im Genossenschaftsregister beim Amtsgericht Darmstadt unter GnR 30112 eingetragen.

## Organisationsstruktur
Rechtsgrundlagen sind das Genossenschaftsgesetz und die durch die Generalversammlung beschlossene Satzung. Organe der Bank sind der Vorstand, der Aufsichtsrat und die Generalversammlung.

## Sicherungseinrichtung
Die Raiffeisenbank Schaafheim eG ist der amtlich anerkannten Sicherungseinrichtung des Bundesverbandes der Deutschen Volksbanken und Raiffeisenbanken GmbH und der zusätzlichen freiwilligen Sicherungseinrichtung des Bundesverbandes der Deutschen Volksbanken und Raiffeisenbanken e.V. angeschlossen.

## Geschäftsausrichtung
Die Raiffeisenbank Schaafheim eG betreibt das Universalbankgeschäft. Im Verbundgeschäft arbeitet sie mit der DZ Bank, R+V Versicherung, Bausparkasse Schwäbisch Hall, Teambank, VR Leasing,  DZ Hyp und der Union Investment zusammen.

## Geschäftsgebiet
Das Geschäftsgebiet liegt im Osten des Landkreises Darmstadt-Dieburg.
An diesen Orten betreibt die Bank Filialen:
- Schaafheim (Hauptstelle, jur. Sitz)
- Mosbach (Geschäftsstelle)